# Miss São Paulo 2007
Miss São Paulo 2007 foi a 52ª edição do tradicional concurso de beleza feminino de Miss São Paulo. Este ano a disputa elegeu a melhor candidata paulista para a disputa de Miss Brasil 2007, válido para o certame de Miss Universo. A cerimônia foi realizado com a presença de trinta e uma candidatas de diversos municípios do Estado, reunidas na capital. O concurso foi televisionado pela Rede Bandeirantes para todo o País e apresentado pela modelo Mariana Weickert e o cantor Toni Garrido. Contou ainda com as músicas ao vivo do grupo KLB, os singles de Ivo Pessoa e Marina Elali que embalaram o evento vencido pela goiana representante de Barueri, Sabrina Rhoden.

## Resultados

### Colocações
| Posição                 | Município e Candidata |
| Vencedora               | - Barueri - Sabrina Rhoden |
| 2º. Lugar               | - Santana de Parnaíba - Janaína Barcelos |
| 3º. Lugar               | - Cotia - Cibele Zubiaurri |
| 4º. Lugar               | - Osasco - Milene Moraes |
| 5º. Lugar               | - Araras - Letícia Santini |
| (TOP 15) Semifinalistas | - Bauru - Larissa Serotine - Capão Bonito - Vanessa Feliciano - Catanduva - Marcela Marinho - Cotia - Cibele Zubiaurre - Franca - Suellen de Andrade - Indaiatuba - Ana Ambrust - Santa Rita do Passa Quatro - Tamiris Leme - São Bernardo do Campo - Suelen Argôlo - São José dos Campos - Ivy Lucas - Taboão da Serra - Paula Pancotti |

### Prêmio Especial
- A miss eleita pelo voto do público integra automaticamente o Top 15:[6]

| Prêmio            | Município e Candidata             |
| Miss Voto Popular | - São José dos Campos - Ivy Lucas |

## Candidatas
Disputaram o título este ano:
| - Americana - Juliane Pamphilo - Araras - Letícia Santini - Artur Nogueira - Natália Delgado - Barueri - Sabrina Rhoden - Bauru - Larissa Serotine - Campinas - Juliana Delbone - Capão Bonito - Vanessa Feliciano - Catanduva - Marcela Marinho - Cerquilho - Gracilla Sanfelici - Cotia - Cibele Zubiaurre - Franca - Suellen de Andrade | - Guarujá - Caroline Ueno - Hortolândia - Melyna Barbosa - Indaiatuba - Ana Ambrust - Jaboticabal - Cissa Stolariki - Limeira - Marielle Jacón - Mairinque - Franciana Macêdo - Mineiros do Tietê - Maria Picêlo - Osasco - Milene Moraes - Potirendaba - Juliana Volpini - Ribeirão Pires - Valquíria Magalhães | - Santa Rita do Passa Quatro - Tamiris Leme - Santo André - Cláudia Cruz - Santos - Nathália Fernandes - Santana de Parnaíba - Janaína Barcelos - São Bernardo do Campo - Suelen Argôlo - São José do Rio Preto - Juliana Prieto - São José dos Campos - Ivy Lucas - São Paulo - Sâmola de Oliveira - Taboão da Serra - Paula Pancotti - Taubaté - Fernanda Torino |

## Crossovers
Candidatas em outros concursos:

### Estadual
Miss São Paulo
- 2003: Potirendaba - Juliana Volpini (Vencedora)
  - (Representando o município de São José do Rio Preto)

### Nacional
Miss Brasil
- 2003: Potirendaba - Juliana Volpini (5º. Lugar)
  - (Representando o Estado de São Paulo em São Paulo, SP)